# Ramon Berenguer III
Ramon Berenguer III är ett monument i Spanien.   Det ligger i provinsen Província de Barcelona och regionen Katalonien, i den östra delen av landet, 500 km öster om huvudstaden Madrid. Ramon Berenguer III ligger 29 meter över havet.
Terrängen runt Ramon Berenguer III är platt söderut, men åt nordväst är den kuperad. Havet är nära Ramon Berenguer III åt sydost. Närmaste större samhälle är Barcelona, 1,6 km väster om Ramon Berenguer III. 